# 2015年福島県議会議員選挙
2015年福島県議会議員選挙は、福島県の議決機関である福島県議会を構成する議員を改選するため行われた日本の地方選挙で、2015年11月15日に投票が行われた。

## 概要
2011年3月11日に発生した東北地方太平洋沖地震による震災（東日本大震災）と福島第一原子力発電所事故の影響を考慮して第17回統一地方選挙より延期されていたため2015年度の選挙も第18回統一地方選挙と同一日程ではなくこの日程となった。
主な争点は
- 内堀雅雄知事の県政運営
- 震災復興
- 原発事故からの復旧や原発再稼働の可否などの原発政策
- 政府のTPP大筋合意への可否
- 安全保障関連法案について

などが挙げられる。

## 基礎データ
- 選挙事由：県議会議員の任期満了
- 告示日：2015年11月5日
- 投票日：2015年11月15日
- 選挙人登録者数：1,606,570名

出典：“選挙人名簿搭載者数”.   福島県選挙管理委員会 (2015年9月2日). 2011年11月16日閲覧。
- 議員定数：58名
- 選挙区：19選挙区

| 選挙区           | 定数 | 選挙区           | 定数 | 選挙区         | 定数 | 選挙区           | 定数 |
| ---------------- | ---- | ---------------- | ---- | -------------- | ---- | ---------------- | ---- |
| 福島市           | 8    | 喜多方市・耶麻郡 | 3    | 本宮市・安達郡 | 1    | 双葉郡           | 2    |
| 須賀川市・岩瀬郡 | 3    | 伊達市・伊達郡   | 3    | 石川郡         | 1    | 白河市・西白河郡 | 3    |
| 南相馬市・相馬郡 | 2    | 東白川郡         | 1    | いわき市       | 10   | 田村市・田村郡   | 2    |
| 大沼郡           | 1    | 郡山市           | 9    | 二本松市       | 2    | 河沼郡           | 1    |
| 会津若松市       | 4    | 相馬市・相馬郡   | 1    | 南会津郡       | 1    |                  |      |
出典：“福島県議会 選挙区図”.   福島県議会事務局 (2015年11月). 2015年11月16日閲覧。
- 無投票選挙区：8選挙区

| 選挙区名         | 定数 |
| ---------------- | ---- |
| 喜多方市・耶麻郡 | 3    |
| 須賀川市・岩瀬郡 | 3    |
| 南相馬市・飯舘村 | 2    |
| 双葉郡           | 2    |
| 本宮市・安達郡   | 1    |
| 南会津郡         | 1    |
| 河沼郡           | 1    |
| 大沼郡           | 1    |
出典：“福島県議選告示　原発の地元は無投票　全19選挙区 8区で民意示せず”. 東京新聞. (2011年11月5日) 2011年11月25日閲覧。{{cite news}}:  CS1メンテナンス: 先頭の0を省略したymd形式の日付 (カテゴリ)
- 県議選と同時に執行された選挙：
  - 首長選挙：浪江町　
  - 市町村議会選挙：相馬市

## 立候補者
定数58名に対し、79名が立候補した（前回比で9名減）。9選挙区では立候補者数が定数を上回らず無投票となり、立候補者14名（自民7・民主3・無所属4）が無投票で当選した。
|              | 候補者数 |                       |
| ------------ | -------- | --------------------- |
| 現職候補     | 51       | 前回比7人増           |
| 元職候補     | 2        | 前回比2名減           |
| 新人候補     | 26       | 前回比14名減          |
| （女性候補） | 12       | 前回比1名増。過去最多 |
| 党派       | 候補者数 |
| ---------- | -------- |
| 自由民主党 | 33       |
| 民主党     | 16       |
| 公明党     | 3        |
| 日本共産党 | 6        |
| 社会民主党 | 2        |
| 維新の党   | 1        |
| 無所属     | 18       |
|            | 88       |
出典：“＜福島県議選＞あす投票”. 河北新報. (2011年11月14日) 2015年11月16日閲覧。

## 選挙結果
- 当日有権者数：1,433,891名
- 投票者数：681,178名
- 投票率：46.67%（前回選挙47.51%）

出典：“福島県議会議員一般選挙　投開票速報（平成27年11月15日執行）”.   福島県選挙管理委員会 (2015年11月15日). 2015年11月16日閲覧。
| 党派       | 合計  | 現職  | 元職 | 新人  |  | 無投票 当選 |       | 選挙前 議席 |
| ---------- | ----- | ----- | ---- | ----- |  | ----------- | ----- | ----------- |
| 自由民主党 | 26(3) | 19(3) | 0    | 7(0)  |  | 7(0)        | 28(3) |             |
| 公明党     | 3(0)  | 2(0)  | 0    | 1(0)  |  | 0           | 3(0)  |             |
| 民主党     | 15(0) | 9(0)  | 1(0) | 5(0)  |  | 3(0)        | 12(0) |             |
| 日本共産党 | 5(4)  | 4(4)  | 0    | 1(0)  |  | 0           | 5(4)  |             |
| 社会民主党 | 1(0)  | 1(0)  | 0    | 0     |  | 0           | 1(0)  |             |
| 維新の党   | 0     | 0     | 0    | 0     |  | 0           | 1(0)  |             |
| 無所属     | 8(1)  | 6(1)  | 0    | 2(0)  |  | 4(0)        | 7(1)  |             |
| 合計       | 58(8) | 41(8) | 1(0) | 16(0) |  | 14(0)       | 57(8) |             |
選挙の結果、自民党が単独過半数は逃し、選挙前より2名減らしたものの、最大会派を維持した。その後無所属議員4人を追加公認したため、最終的な議席数は2増の30となり、単独過半数を確保した。一方、民主党は安全保障関連法案や復興政策への批判票を獲得し選挙前より3議席増となった。
公明党は議席を維持し3議席。共産党はいわき市の現職1人が体調不良により出馬を辞退、現職1人のほか新人1人を擁立し当選させた。安全保障関連法案やTPP、原発政策への批判を展開し全体的に得票数を伸ばしたものの会津若松市選挙区の新人候補1人が落選し5議席維持となった。社民党は福島市選挙区の議席を維持したがいわき市の新人が落選し前回選挙で減らした議席回復には至らなかった。
初挑戦となる維新の党は当初現職1人、新人3人を擁立する予定だったが同時期に党が松野頼久代表ら執行部と橋下徹大阪市長に近い大阪系、またどちらにも属さない中間派議員に分裂しており福島県でも手続き上公認が下りなかった候補が2人、中間派として小熊慎司衆議院議員と共に離党した候補が1人現れて公認候補は福島市の新人1人のみとなった。結果は離党した現職が会津若松市で無所属当選、公認候補は最下位で落選し他2名も浸透されなかった。
なお女性候補は前回選挙と同じく過去最高の8人が当選した。投票率は46.67%と福島県議選史上、過去最低の投票率となった。

## 当選者
自民党   公明党 
 民主党 
 共産党 
 社民党 
 無所属 
| 福島市           | 桜田葉子   | 西山尚利   | 宮本しづえ   | 伊藤達也   | 大場秀樹   |
| 福島市           | 紺野長人   | 佐藤雅裕   | 高橋秀樹     |            |            |
| 会津若松市       | 佐藤義憲   | 渡部優生   | 宮下雅志     | 水野さち子 |            |
| 郡山市           | 今井久敏   | 神山悦子   | 勅使河原正之 | 椎根健雄   | 佐藤憲保   |
| 郡山市           | 佐久間俊男 | 柳沼純子   | 長尾トモ子   | 山田平四郎 |            |
| いわき市         | 安部泰男   | 矢吹貢一   | 吉田英策     | 鈴木智     | 青木稔     |
| いわき市         | 宮川繪美子 | 古市三久   | 鳥居作弥     | 西丸武進   | 坂本竜太郎 |
| 白河市・西白河郡 | 渡辺義信   | 満山喜一   | 三村博昭     |            |            |
| 須賀川市・岩瀬郡 | 川田昌成   | 宗方保     | 斎藤健治     |            |            |
| 喜多方市・耶麻郡 | 小桧山善継 | 瓜生信一郎 | 遠藤忠一     |            |            |
| 相馬市・新地町   | 斎藤勝利   |            |              |            |            |
| 二本松市         | 遊佐久男   | 高宮光敏   |              |            |            |
| 田村市・田村郡   | 本田仁一   | 三瓶正栄   |              |            |            |
| 南相馬市・飯舘村 | 太田光秋   | 高野光二   |              |            |            |
| 伊達市・伊達郡   | 佐藤金正   | 亀岡義尚   | 阿部裕美子   |            |            |
| 本宮市・安達郡   | 矢島義謙   |            |              |            |            |
| 南会津郡         | 星公正     |            |              |            |            |
| 河沼郡           | 小林昭一   |            |              |            |            |
| 大沼郡           | 杉山純一   |            |              |            |            |
| 東白川郡         | 宮川政夫   |            |              |            |            |
| 石川郡           | 円谷健市   |            |              |            |            |
| 双葉郡           | 吉田栄光   | 橋本徹     |              |            |            |